# 普卡毛拉斯山
15°27′13″S 72°13′49″W / 15.45361°S 72.23028°W
普卡毛拉斯山（Puca Mauras），是秘魯的山峰，位於該國南部阿雷基帕大區，由卡斯蒂利亞省的查查斯區負責管轄，屬於奇拉山脈的一部分，海拔高度4,955米。